# Trigun
Trigun (トライガン, Toraigan) ist eine Manga-Reihe, die von Yasuhiro Nightow geschaffen wurde und in den Jahren 1995 bis 1997 erschienen ist. Die Serie spielt auf einem fernen Wüstenplaneten und ist dem Western und Science-Fiction-Genre zuzuordnen. Die Genre-Definition wird als „deep space future gun action“ angegeben. Der Erfolg des Mangas zog Merchandiseartikel und eine Anime-Fernsehserie nach sich sowie 2010 den Film Trigun: Badlands Rumble. 2023 folgte eine Neuverfilmung als Animeserie unter dem Titel Trigun Stampede.

## Handlung
Der Wüstenplanet Gunsmoke wurde von Menschen besiedelt, die meist in kleineren, verstreuten Siedlungen leben, ähnlich dem Wilden Westen Amerikas. Die Siedlungen haben sich um Reste alter Technologien und Fabriken gebildet, die zwar noch genutzt aber nicht mehr verstanden werden.
Auf Vash the Stampede (ヴァッシュ・ザ・スタンピード, Vasshu za Sutanpīdo), auch Humanoid Typhoon („menschlicher Taifun“) genannt, sind 60 Milliarden $$ (Doubledollar) Kopfgeld ausgesetzt. Er wird für die Zerstörung der Stadt July verantwortlich gemacht. Dort, wo er auftaucht, sorgt er für Unruhe und Chaos, was allerdings auch an dem Kopfgeld liegt. Denn seine Verfolger sowie deren Abwehr richten meist den Schaden an. Als ihn die Regierung als Naturkatastrophe einstuft, werden die beiden Versicherungsagentinnen Millie Thompson und Meryl Stryfe geschickt, um weitere Schadensfälle zu vermeiden. Als sie ihn endlich finden, stellt Vash sich allerdings als tollpatschiger, jedoch zäher Kerl heraus. Er kann zwar wahnsinnig gut schießen, aber behauptet fest, noch niemals einen Menschen getötet zu haben und das auch weiterhin beibehalten zu wollen.
Trotz seiner Beteuerungen wird Vash nun von den beiden Frauen begleitet, die weitere Schäden verhindern wollen. Ihre Reise wird immer wieder von auf Vash angesetzten Kopfgeldjägern oder von kriminellen Banden unterbrochen, deren Bekämpfung trotz Vashs größter Mühen erneut Schaden anrichtet. Dann treffen sie auf Nicolas D. Wolfwood, einen Wanderpriester, der auch ein guter Schütze und Besitzer eines großen Waffenarsenals in Form eines riesigen Kreuzes ist. Auch wenn sie nicht immer zusammen reisen, treffen sie immer wieder aufeinander und Wolfwood wird mehrfach zum Kampfgefährten Vashs. Der wird nun zur Zielscheibe der Gung-Ho Guns, einer Gruppe von Auftragsmördern unter der Führung von Legato Bluesummers. Bei diesen Kämpfen kommt es zum Einsatz von Vashs Waffenarm, mit dem bereits July zerstört wurde, gegen dessen Willen. Erneut wurde eine Stadt zerstört.
Die Gung-Ho Guns wurden von Knives auf Vash angesetzt, einem alten Rivalen Vashs. Ihre gemeinsame Vergangenheit steht in Zusammenhang mit der Besiedlung des Planeten, die nun offenbart wird. Die Zwillinge Vash und Knives sind auf einem Raumschiff aufgewachsen, das Teil einer Flotte von Schiffen war, die Siedler von der Erde zu einem neuen Lebensraum bringen sollte. Die beiden wurden erstaunlich schnell erwachsen, was einigen Menschen um sie herum Angst machte. Doch eine junge Frau namens Rem zog die beiden auf und erzog sie als humanistische, friedensliebende Personen. Knives lehnte das jedoch ab und bringt schließlich die Besatzung um und die Flotte zum Absturz auf dem Wüstenplaneten. Er will alle Menschen, die für ihn niedere Wesen sind, auslöschen. Die von Vash geliebte Rem kann vor ihrem Tod noch verhindern, dass alle Menschen in der Flotte sterben, sodass der Planet doch besiedelt werden kann. Nach dem Absturz sinnt Vash auf Rache, will aber auch seine pazifistische Erziehung durch Rem nicht verraten.
Die Angriffe der Gung-Ho Guns ziehen stets auch die Menschen um Vash herum hinein, vor allem Meryl und Millie sowie Wolfwood. Vash will lieber allein weiterreisen, doch die beiden Frauen wollen ihn auch nicht allein lassen. Beim Showdown stellt sich Wolfwood als Teil der Gung-Ho Guns heraus, der Vash aber doch nicht verraten will und dabei stirbt. Nachdem die anderen besiegt wurden, stellt sich Legato Vash entgegen. Er nimmt Meryl und Millie als Geiseln und zwingt Vash auf diese Weise, ihn zu erschießen. Dieser von Knives geplante Ausgang des Geschehens soll Vash die größtmöglichen Qualen bereiten, da er sein Versprechen an Rem gebrochen und einen Menschen getötet hat. Schließlich treffen die Geschwister aufeinander und es kommt zum Kampf, in dem auch die jeweiligen Waffenarme eingesetzt werden. Vash kann mit der Wirkung seiner Waffe den Angriff von Knives aufheben und ihn besiegen, tötet ihn jedoch nicht.

## Konzeption
Während der Handlung wechselt die Stimmung oft zwischen Komik, Action und Tragik, die Serie mischt Western und Science-Fiction. Der Handlungsstrang ist durchsetzt von Rückblicken, in denen die Vergangenheit von Vash und die Besiedlung des Planeten erklärt wird. Der Western-Anteil der Serie hat durch den schwarzen Humor, einen zynischen Blick auf die menschliche Natur und unberechenbare Antihelden weniger Bezüge zum klassischen amerikanischen Film als zu Italo-Western. Mit Stereotypen des klassischen Western wird satirisch umgegangen.
In den Geschichten werden trotz der wiederkehrenden komischen Szenen auch Themen wie Pazifismus, Ausbeutung, Identität und Völkermord behandelt. Insbesondere bei der Anime-Serie ist in der fünften Folge ein Wechsel in der Stimmung zu bemerken: Von einer reinen Komödie hin zu ernsteren Themen und Charakterentwicklung. Dieser Stimmungswechsel war vom Drehbuchautor Yōsuke Kuroda bewusst eingebaut worden. Er hat Vashs ersten Einsatz einer Waffe hinausgezögert, um die Bedeutung seiner Entscheidung, eine Waffe zum Schutz anderer einzusetzen, hervorzuheben. Weitere Wechsel in der Stimmung des Animes folgen mit Episode 9, in der erstmals Nicolas D. Wolfwood auftritt, und Episode 23. Die Namen einiger Charaktere sind bezeichnend für ihre Tätigkeit oder die Motive der Serie, so Meryl Stryfe (engl. „strife“ ≈ dt. „Unfrieden“) oder Knives (≈ dt. „Messer“) oder die nach dem Waffenkonstrukteur John T. Thompson Millie.

## Manga

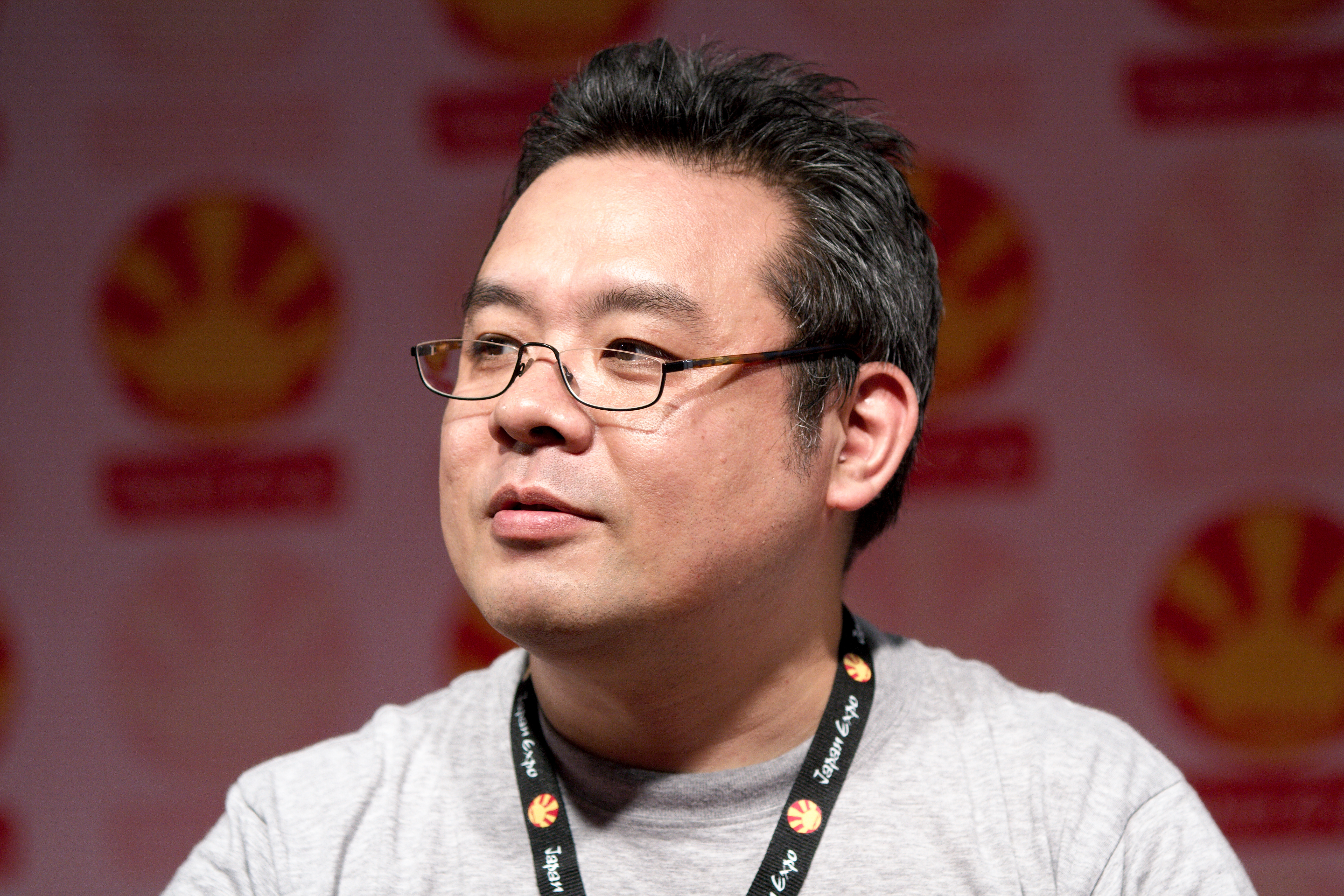
Mangaka Yasuhiro Nightow, 2011.

Trigun war Yasuhiro Nightow erstes größeres Werk. Ab April 1995 (Ausgabe 5/1995) wurden die Kapitel im Magazin Shōnen Captain von Tokuma Shoten veröffentlicht, ab April des Jahres in regelmäßigen Abständen mit insgesamt 20 Kapitel, die auch in drei Sammelbänden (Tankōbon) zusammengefasst wurden. Nachdem Shōnen Captain Januar 1997 (Ausgabe 2/1997) eingestellt wurde, wurde Nightow von Shōnen Gahōsha für das Magazin Young King Ours geworben. Er sollte eine neue Geschichte beginnen, wollte Trigun aber zuvor zu Ende bringen.
Daher erschien die Serie ab 1997 (Ausgabe 12/1997) unter dem Titel Trigun Maximum (トライガンマキシマム, Toraigan Makishimamu). Der Namenszusatz war durch den Wechsel des Magazins notwendig geworden. Die Geschichte wurde ernster, auch weil sie von einem Shōnen- zu einem Seinen-Magazin wechselte. Bis zur Beendigung mit Ausgabe 5/2007 erschienen davon 102 weitere Kapitel im Magazin Young King Ours mit 14 Sammelbänden. Shōnen Gahōsha erwarb auch die Rechte für die ersten Kapitel und veröffentlichte diese in zwei vergrößerten Alben, sowie 2010 Trigun Maximum in einer Neuausgabe in sieben Alben.
2010 erschienen mehrere Oneshots anlässlich des Films Trigun: Badlands Rumble: am 27. Februar (Ausgabe 4/2010) erschien in der Young King Ours das Spin-off Raidei – Rising (雷神-RISING-) von Yūsuke Takeyama, für die nächste Ausgabe vom 30. März zeichnete Nightow das Spezialkapitel Trigun: Bangaihen (トライガン 番外編) und am 30. August (Ausgabe 10/2010) folgte schließlich ein weiteres Spin-off, Trigun (geschrieben TRIGUN), von Boichi, das später auch in Band 12 von dessen Manga Sun-Ken Rock enthalten war. Am 28. Dezember 2011 erschien die Anthologie Trigun: Multiple Bullets, die acht Kurzgeschichten diverser Zeichner enthält.
Trigun ist in Deutschland beim Carlsen Verlag in zwei Bänden erschienen. Die ersten vier Bände von Trigun Maximum sind dort ebenfalls erschienen. Der Verlag entschied sich aufgrund schlechter Verkaufszahlen, die Veröffentlichung der weiteren Bände nicht fortzuführen. Ab Oktober 2003 brachte Dark Horse Comics den Manga in den Vereinigten Staaten heraus. Die Serie erschien unter anderem auch auf Französisch bei Edition Tonkam, Italienisch bei Dynamic Italia, Portugiesisch bei Planet Manga, Russisch bei Comix-Art und auf Spanisch. Dark Horse veröffentlichte 2013 auch den Anthologie-Band.

## Anime-Fernsehserie
Die Trigun-Fernsehserie wurde 1998 vom Studio Madhouse produziert, Regie führte Satoshi Nishimura. Verantwortliche Produzenten waren Masao Morosawa und Shigeru Kitayama. Konzept und Drehbuch stammen von Yōsuke Kuroda, das Charakterdesign entwarf Takahiro Yoshimatsu und die künstlerische Leitung lag bei Hidetoshi Kaneko. Für das Mechanical Design war Noriyuki Jinguji verantwortlich. Die Handlung hält sich anfangs an die Manga-Vorlage und deckt die Geschichte von Trigun und Trigun Maximum ab. Für die Aufnahme von Elementen aus der erst später veröffentlichten Teilen von Maximum wurde Yasuhiro Nightow mit in die Produktion einbezogen. Jedoch ist die Geschichte an einigen Stellen verkürzt. Gewaltszenen wurden nicht oder nur reduziert übernommen. Der Anime beginnt, anders als der Manga, mit einem Einblick in Vashs tägliches Leben. Zudem enthält der Anime einige kleine Besonderheiten. So wurde in den sonst gleichbleibenden Vorspann jeweils ein kurzer Ausschnitt der aktuellen Episode eingebaut. Des Weiteren taucht in jeder Folge für kurze Zeit eine schwarze Katze auf, ohne jedoch einen Bezug zur Handlung oder bestimmten Protagonisten zu haben. Zur Fernsehserie erschien in Japan 2002 auch ein Artbook.
Die Erstausstrahlung erfolgte im japanischen Fernsehen auf TV Tokyo vom 1. April 1998 bis zum 30. September 1998 im Nachtprogramm. Die Serie wurde 2001 in Katalonien im Fernsehen gezeigt sowie 2003 auf Cartoon Network im Format „Adult swim“ im Abendprogramm in den USA, 2006 in Lateinamerika ausgestrahlt. In Italien erfolgte die Ausstrahlung auf einem Sender der MTV-Gruppe, in Frankreich auf Game One, auf den Philippinen auf GMA Network. AXN zeigte den Anime in Spanien und Portugal, G4TechTV in Kanada. Space Power zeigte eine arabische Übersetzung, Hyper eine polnische. Es erfolgten meist auch Auswertungen auf Kaufmedien, ebenso in Russland und den Niederlanden. Von 2004 bis 2005 erschien die Serie auf DVD bei Panini Video in Deutschland.
2023 wurde eine Neuverfilmung unter dem Titel Trigun Stampede mit veränderter Handlung veröffentlicht.

### Synchronisation
Die deutsche Synchronisation stammt von den G&G Tonstudios, Kaarst.
| Rolle                | japanischer Sprecher (Seiyū) | deutscher Sprecher  |
| -------------------- | ---------------------------- | ------------------- |
| Vash the Stampede    | Masaya Onosaka               | Stephan Schleberger |
| Meryl Stryfe         | Hiromi Tsuru                 | Susanne Dobrusskin  |
| Milly Thompson       | Satsuki Yukino               | Katja Liebing       |
| Nicholas D. Wolfwood | Shō Hayami                   | Simon T. Roden      |
| Rem Saverem          | Aya Hisakawa                 | Ilya Welter         |
| Millions Knives      | Tōru Furusawa                | Heiko Obermöller    |

### Musik
Für die Serie wurde der Vorspanntitel „H.T.“ von Tsuneo Imahori produziert sowie „Kaze wa Mirai ni Fuku“ (風は未来に吹く) von Akima & Neos als Abspanntitel benutzt.
Der Soundtrack erschien bei Geneon und JVC auf zwei CDs unter den Titeln Trigun: The First Donuts und Trigun: The 2nd Donut Happy Pack. Eine dritte CD mit dem Titel Trigun Spicy Stewed Donut erschien bei Tokyopop nur in den USA.

## Film
Am 24. April 2010 wurde der Anime-Film Trigun: Badlands Rumble, der auf dem Manga basiert, in Japan veröffentlicht. Der Film wurde produziert vom Studio Madhouse und umfasst die Handlung des letzten Bandes von Trigun Maximum. Grund für die Produktion des Films war vor allem der Erfolg der Animeserie außerhalb Japans, vor allem in den USA, und die dortige Nachfrage nach weiterem Material zum Franchise.

## Erfolg und Rezeption
Für den bei Start der Serie 27 Jahre alten Yasuhiro Nightow war Trigun sein Durchbruch als Manga-Zeichner. Zudem führte er den Space-Western erfolgreich als Thema in das Medium sein. Trigun Maximum wurde 2009 mit dem Seiun-Preis für den besten Manga ausgezeichnet. Die Animeserie, die nach dem ersten Manga entstand, war im japanischen Fernsehen jedoch kein großer Erfolg. Sowohl deren Laserdisks war, wie auch die Manga-Bände, jedoch ausverkauft. In den USA jedoch war die Anime-Serie ein Verkaufserfolg. Ein Gewinn für den Vertrieb stellte sich ab 6.000 verkauften Datenträgern ein. Schließlich wurden 30.000 verkauft. Auch die Fernsehausstrahlung 2003 war erfolgreich und da das Franchise bereits bekannt war, war die 35.000 Ausgaben starke Auflage des Mangas bereits innerhalb weniger Tage ausverkauft und der zweite Band wurde zum bestverkauften Comic in den USA 2004.
Jason Thompson schreibt, stille Momente und Ausdrücke von Slapstick wechselten sich in der Serie ab, „tausende Kügeln durchbohren alles in Sichtweite und wahnsinnig übertriebene Cyborg-Bösewichte führen ihre hinterhältigen Pläne aus.“ In der Fortsetzung Trigun Maximum würden die gewöhnlichen Western-Storys durch düstere Vorahnungen und Kampfszenen ersetzt. Diese wirkten eher beeinflusst durch stark auf den visuellen Eindruck setzende amerikanischen Superheldencomics als die üblicherweise grafisch geradlinigere Shōnen-Manga. Künstlerisch habe sich Yasuhiro Nightow im zweiten Manga weiterentwickelt, er setze auf starke Schwarz-Weiß-Kompositionen und geradezu obsessiv-detaillierte Darstellungen. Die deutsche Zeitschrift AnimaniA schreibt zu Trigun, Nightow kombiniere „im eher ungewöhnlich abstrakten Zeichenstil […] gekonnt Sci-Fi- und Western-Elemente“ und schaffe damit „eine bunte, temporeiche Comedy fernab von den üblichen Cyberpunk-, fantasy- und Space Operas“. Die Serie biete einen coolen Anti-Helden und viel Humor. Handlung und Atmosphäre wären im Vergleich zur Fernsehserie jedoch etwas enttäuschend. Die Fortsetzung Maximum sei auch verständlich, wenn man den ersten Teil nicht gelesen habe. Sie sei düsterer, biete aber dennoch auch Situationskomik. Die MangasZene nennt als Grund für den Erfolg des Mangas: „Ein eigener, ungewöhnlicher Zeichenstil, ein Held, der dem Leser direkt sympathisch ist und jede Menge brachiale Gewalt“, sowie das „coole SF-Western-Setting“. Im Unterschied zum Anime gehe die Handlung im Manga schnell voran. Dies könne man aber auch als Nachteil sehen, da die den Charakter einführenden ersten Episoden fehlen. Der Zeichenstil sei nicht jedermanns Geschmack.
Zur Anime-Serie bemerkt die Zeitschrift Animerica, dass die Wechsel zwischen komischer und ernsthafter Stimmung in der Handlung außergewöhnlich gut umgesetzt worden. Die Behandlung ethischer Fragen sei angemessen und doch immer durch komische Elemente ausgeglichen, sodass die Serie nie zu kitschig werde. Die Hauptfigur, so die AnimaniA, sei einer „der wohl sympathischsten und beliebtesten Anime-Anti-Helden der späten Neunziger“ und die gelungenste Mischung aus Loser und Held. Auch die übrigen Charaktere spielten wunderbar zusammen. Die Qualität des Animes sei überdurchschnittlich für eine Fernsehserie, die Animationen flüssig und die Charaktere äußerlich wie innerlich „mit Liebe zum Detail“ ausgearbeitet. Die Musik sorge mit „stimmungsvoller Untermalung“ „jederzeit für die passende [Atmosphäre]“. Laut der Fanzeitschrift Funime ist der Anime „ein gelungener Mix aus Western, Slapstick und einer Menge humanistischer Wertevorstellungen“. Die Zeichnungen und Animationen seien für eine Fernsehserie von 1998 in Ordnung und die Geschichte ungewöhnlich komplex und tiefgründig. Der Soundtrack sei „rockig und dank der guten Abmischung ein Genuß“.